# コロコロ (伝説の生物)

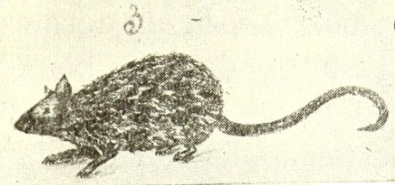
コロコロの写生図。アラウカナ族（マプチェ族）の俗信の解説に伴う挿画。

コロコロ （Colo Colo, Colocolo）はマプチェ族の俗信における、ネズミのような害獣。
巣から人家に忍び込み、睡眠者の血を吸ったり、唾液を吸ったり抜き取ったり、食器道具を舐めたりし、衰弱状態や結核などの病気を引き起こすといわれる。
「オンドリの卵」から孵化するともいわれれ、幼生はヘビや地下に潜るトカゲのようであるが、やがて変態して羽で覆われたネズミのような姿になるという。
ヤマネコの種も同じ名で呼ばれるが、その実在動物と伝説との関連性も仮説される。

## 伝承
コロコロの伝承については、人類学者・民俗学者のトマス・ゲヴァラがアラウカナ族（マプチェ族）の原住民より採取したフォークロアがあり、言語学者・民俗学者フリオ・ビクーニャ・シフエンテスがこれに加え、都市人口の現地調査で得た地域別の伝承が発表されている。 
マプチェ族の伝承によれば、コロコロとは"血に飢えた獣"であり、ニワトリの卵（大衆が信じるところでは雄鶏の卵）に生を享け、焼きつける太陽の熱が充分ならば、ヘビやトカゲの姿で孵化する。 だがやがてのち、羽に覆われたクマネズミのような姿に変態する。疑わしいとされるのは、雌鶏が産んだにしては小さすぎるなど、発達障害の兆しがある卵で、先住民たちは雄鶏が産んだ卵だなどと決めつける。
コロコロは人家の近くの洞窟をねぐらにし、機を窺って家の中に侵入してきて、住人の唾液を餌とし、家族が食事の盛り付けに使用済みの食器道具（杓子など）を舐める。このため、一家は肺結核を発病しやがて死に陥るとされる。なんらかの類感呪術の干渉のせいにされていると、伝承採集者である人類学者ゲヴァラは述べている。 「オンドリの卵」と怪しい卵が見つかると、集落民は燃やしてしまう。

### 都市部の伝説
ビクーニャ・シフエンテスは、チリの首都サンティアゴを含む北沿岸から中部（バルパライソ市からコンセプシオン市）の地帯でおこなった、コロコロの伝承についての現地調査のデータを発表している。
北方では、コロコロは人間の寝入ったときを狙って血を吸うとされる（伝承"a"、ラ・セレナ市）
首都州では、コロコロは、人の住居近くに巣食い、やってきては（同じ人間から）唾液を飲みにくる。被害者は徐々に衰弱がすすみ、容姿が損なわれ、害獣を退治しないと被害者は死んでしまう（伝承"b"、サンティアゴ市、タラガンテ市）。またはコロコロは大きさがイエミソサザイほどの黒い鳥で、唾液を飲みにこられると即死する危険があるという（伝承"c"、マリョコ）。
首都南、チリのちょうど中央部では、コロコロをコウモリに似た小鳥だとし、唾液を吸って人を殺すという異聞（伝説"d"、ケヤ村、 カウケネス市内）もあれば、小さなネズミで、唾液を飲んだり、食べ残しを食い漁られると人間は致死性の病にかかるともいう（伝説"e"、コイウエコ・デ・チヤン）。あるいは目には見えないが邪悪な動物で、その鳴き声が「コロ=コロ」と聞こえるのだという（伝承 "f"、コエレム）。 
この最後の伝承 "f" では、邪悪な不可視の動物が唾液を飲み高熱病・結核で人を殺すという部分までが、その他多くの町で異口同音で語られたコロコロの典型である。「コロ=コロ」の鳴き声の部分がともなうものも、幾つかある。
中央よりもだいぶ南部のジャンキウエ県・ヴァルディヴィア県でも、コロコロは（さして変わらず）、発育不足の「オンドリの卵」から生まれた地潜りのトカゲで、唾液を摂取して人間を殺すという伝承がみられた。

## 実在動物の同定
「コロコロ」という俗名で知られるのが、ネコ科オセロット属の別名パンパスキャットで、語学者ロドルフォ・レンスの辞典（1904年）にも「ヤマネコの一種」と記載される)。アグスティン・エドワーズ・マック＝クルーアによれば、コロコロとは、すでに絶滅種なヤマネコの一種が元となり、伝説で地潜りするトカゲとされたものだと主張する。パンパスキャットは、多種との雑種化も知られる。
チロエオポッサム（Dromiciops 属1種のみ単型）も「コロコロ」の俗名があるが、 これは鳴き声の音写から来た名前だろうとされる。